# Schefflera leytensis
Schefflera leytensis är en araliaväxtart som beskrevs av Elmer Drew Merrill. Schefflera leytensis ingår i släktet Schefflera och familjen araliaväxter.
Artens utbredningsområde är Filippinerna. Inga underarter finns listade.